# Oldřich Brněnský
Oldřich Brněnský (11. století – 5. ledna 1113) byl synem Konráda I. Brněnského a Virpirky z Tenglingu, kníže brněnského údělu (1092–1099 a 1100–1113) a znojemského údělu (1112–1113) z dynastie Přemyslovců.

## Život
Břetislav II., který se stal po smrti Oldřichova otce českým knížetem, chtěl proti principu seniorátu zajistit nástupnictví svému bratrovi Bořivojovi II., ačkoliv právo nástupu měl v případě Břetislavovy smrti Oldřich Brněnský jako nejstarší žijící Přemyslovec. Oldřich uplatňoval své nároky a Břetislav ho proto roku 1097 uvěznil v Kladsku. Kníže si vymohl nástupnické právo pro bratra roku 1099 od Jindřicha IV. a toho roku byl také Oldřich propuštěn.
Roku 1100 zemřel Břetislav II. a Bořivoj II. odjel z Moravy, jejíž správou byl pověřen poté, co Oldřich s bratrem Litoldem uprchli do ciziny. Bratři tak znovu získali své úděly (brněnský a znojemský). Oldřich žádal Jindřicha IV. o podporu svých nástupnických nároků a Čechy mu byly uděleny v léno. Po neúspěšném vyjednávání s Bořivojem chtěl Oldřich svést bitvu u Malína, ale jeho vojsko se rozprchlo, a tak se vzdal svých nároků na trůn. Po Litoldově smrti mu připadlo roku 1112 Znojemsko.
Pochován je pravděpodobně vedle svého bratra v třebíčském benediktinském klášteře, jejž spolu podle všeho založili. Manželka se jmenovala Adléta, nevíme však, jakého byla rodu. Zanechal po sobě syny Vratislava, Vladislava a Spytihněva a nejspíš i dceru Naději.